# Stasimopus suffuscus
Stasimopus suffuscus là một loài nhện trong họ Ctenizidae. S. suffuscus được miêu tả năm 1916 bởi J. Hewitt.